# Гром (бомбардирский корабль, 1805)
«Гром» — парусный бомбардирский корабль Каспийской флотилии Российской империи, находившийся в составе флота с 1805 по 1814 год, участник русско-персидской войны 1804—1813 годов, в том числе штурма Ленкорани.

## Описание корабля
Парусный бомбардирский корабль с деревянным корпусом. Вооружение корабля по сведениям из различных источников могли составлять от 14 до 16 орудий, включавших две 3-пудовые мортиры, одну 1-пудовую гаубицу, однe 12-фунтовую пушку и десять 6-фунтовых пушек.

## История службы

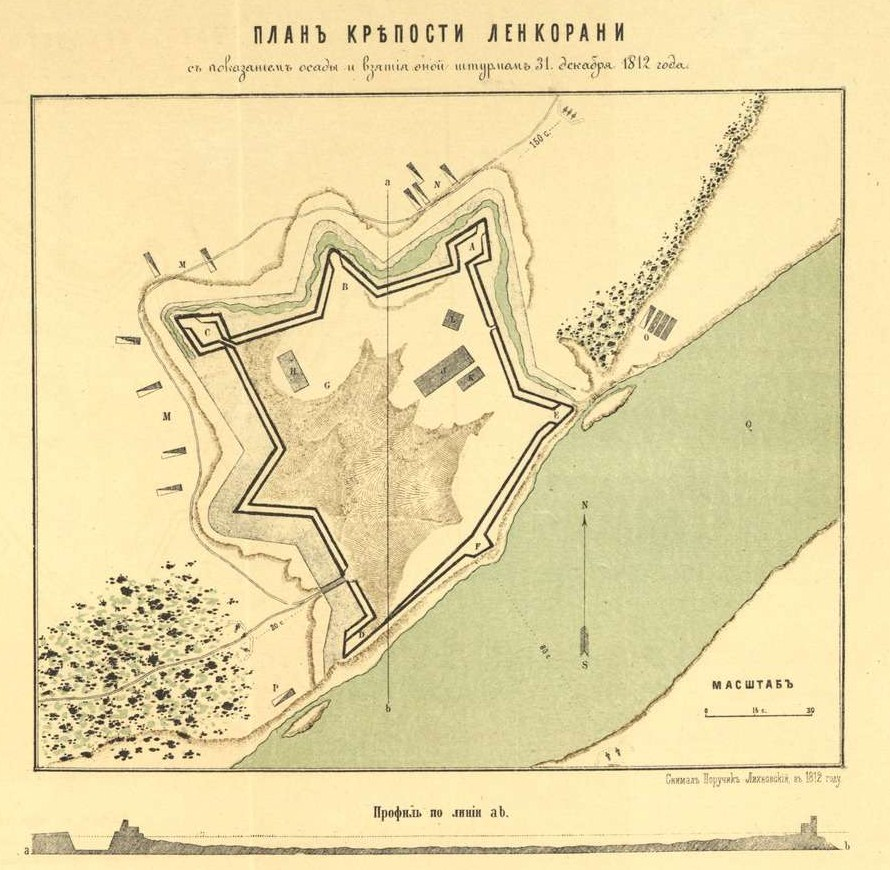
План Ленкоранской крепости и её осады

Бомбардирский корабль «Гром» был заложен на стапеле Астраханского адмиралтейства 19 (31) декабря 1804 года и после спуска на воду 4 (16) июля 1805 года вошёл в состав Каспийской флотилии России. Строительство корабля вёл кораблестроитель Лукманов.
Принимал участие в русско-персидской войне 1804—1813 годов, в кампании с 1806 по 1811 год выходил в крейсерские плаванья в Каспийское море. При этом в 1807 году командир корабля капитан-лейтенант И. Г. Степанов был награждён орденом Святого Георгия IV степени за 18 морских кампаний, а 1 (13) января 1809 года он же был произведён в капитаны 2-го ранга. В кампанию 1812 года находился в составе эскадры под командованием капитана 1-го ранга Е. В. Веселаго и с 9 (21) декабря 1812 года по 1 (13) января 1813 года принимал участие в осаде Ленкорани, ведя бомбардировку крепости и оказывая содействие с моря осаждавшим крепость сухопутным войскам до полной капитуляции крепости.
По окончании службы в 1814 году бомбардирский корабль «Гром» был разобран в Астрахани.

## Командиры корабля
Командирами бомбардирского корабля «Гром» в составе Российского императорского флота в разное время служили:
- капитан-лейтенант, а с 1 (13) января 1809 года капитан 2-го ранга И. Г. Степанов (1806—1810 годы)[7];
- К. М. Рубановский (1811 год);
- М. В. Свешников (с 1812 года до января 1813 года).

### Комментарии
1. ↑  Или Лукшанов[4].